# Desaparición de Richard Colvin Cox
Richard Colvin Cox (25 de julio de 1928 - visto por última vez el 14 de enero de 1950) era un cadete de segundo año que desapareció de la Academia Militar de los Estados Unidos en West Point, Nueva York . 
En enero de 1950, fue visitado por un joven cuyo nombre pudo haber sido George, tres veces en el transcurso de una semana. En la tercera ocasión, Richard Cox y "George" abandonaron los terrenos de la academia y nunca más fueron vistos. Según un relato de otro cadete, un testigo presencial, los dos hombres parecían haberse conocido en un lugar distinto de West Point. Cox es el único cadete de West Point que ha desaparecido sin dejar rastro. 

## Primeros años y carrera militar
Richard Cox nació en Mansfield, Ohio. Harry Maihafe autor de un libro sobre la desaparición de Cox escribió lo siguiente sobre sus padres y su familia: 
 Richard Colvin Cox, hijo de Rupert F. y Minnie Colvin Cox, era el menor de seis hijos. Su padre murió cuando Richard tenía diez años (Hubo rumores de suicidio, pero en realidad su muerte fue el resultado de una afección diabética agravada. Había sido un científico cristiano practicante; algunos dijeron que habría vivido más si hubiera recibido la atención médica adecuada). La madre de Richard, la Sra. Minnie Cox, era entonces propietaria y gestora de la empresa familiar, la Agencia de Seguros Rupert F. Cox. 
 Durante los años de escuela secundaria de Richard Cox, este le dijo a un amigo que no tenía tiempo para participar en equipos deportivos porque siempre tenía trabajo después de la escuela. Durante las vacaciones de verano en su adolescencia, trabajaba a tiempo completo. Mientras trabajaba en un equipo de mantenimiento de carreteras en Mansfield, "se cayó y se cortó el brazo con una guadaña", escribió Maihafer citando a un testigo que fue entrevistado por el investigador Marshall Jacobs más de treinta años después. Cox fue inmediatamente a su casa para pedir ayuda a su madre, que era también "lectora de Ciencia Cristiana". La madre se negó a llamar a un médico. " El corte se infectó, " escribió Maihafer, "y más tarde una mujer que vivía al lado lo llevó al médico. Como resultado del accidente, [Cox] terminó con una cicatriz muy abultada".
Después de graduarse de una escuela secundaria pública en Mansfield en 1946, Cox se ofreció voluntario para servir en el ejército de los Estados Unidos. Fue enviado a la Policía Militar de los Estados Unidos, una fuerza de Gendarmería del Ejército de los Estados Unidos creada para ser una fuerza de ocupación y seguridad de tipo policial en la Alemania ocupada por los Aliados. 
En mayo de 1947, fue asignado al Sexto Regimiento de Policía, con sede en Coburgo, en la zona de ocupación estadounidense en Alemania y estaba en la sección S-2 (inteligencia) en la  Sede de la Compañía. Más tarde, en 1947, Cox solicitó y consiguió el ingreso en West Point, llegando a la Escuela Preparatoria de la Academia Militar de los Estados Unidos (entonces ubicada en Stewart Field, cerca de la academia propiamente dicha) en enero de 1948. 
Cox ingresó en West Point en mayo de 1948 y le fue bien allí. Académicamente, se clasificó aproximadamente en el número 100 de una clase de 550. Se unió al equipo atlético de West Point y compitió en una competición nacional de la NCAA solo un mes antes de su desaparición. Cox estaba comprometido para casarse; él y su prometida, Betty Timmons, planeaban casarse después de su graduación de West Point.

## Desaparición
A las 4:45 p. m., el sábado 7 de enero de 1950, un hombre telefoneó a Peter Hains, compañero de clase de Cox en West Point. Hains estaba de encargado de cuartel en la compañía de Cadetes B-2 (una parte de los barracones del Norte) y respondía a las llamadas telefónicas que entraran para los miembros de la compañía. Más tarde dijo que el "tono de la persona que había llamado era áspero y condescendiente, casi insultante". Después de que Hains le dijo al hombre que Cox no estaba en su habitación, el hombre respondió: "Bueno, mira, cuando llegue, dile que venga al hotel... Solo dile que llamó George: él sabrá quién soy. Nos conocemos de Alemania. Solo voy a estar aquí un rato y quería decirle que me gustaría darle un refrigerio". Más tarde, Hains declaró que no podía estar completamente seguro de que el nombre dado fuera "George", ya que había contestado muchas llamadas telefónicas mientras estaba de servicio y que en ese momento no le había parecido algo importante; Cox nunca se refirió al hombre por su nombre.  
A las 5:30 p. m., un hombre entró en Grant Hall, un área donde los cadetes podían reunirse con los invitados, y pidió ver a Cox. El cadete de guardia telefoneó a Cox para decirle que tenía visita. El cadete describió más adelante al visitante como de poco menos de 1,80 m de alto y con un peso de alrededor de 84 kg. Era rubio, con la tez clara y vestía una gabardina con cinturón, pero sin sombrero. Cuando Cox entró en el salón, estrechó la mano al hombre; el cadete de turno más tarde recordó que este parecía contento de verlo. Cox firmó en el Libro de Salidas de la Compañía B-2, lo que indicaba que cenaría fuera del campamento. Sin embargo, Cox luego admitió a sus compañeros de cuarto que no cenaron, sino que bebieron de una botella de whisky mientras estaban sentados dentro del auto estacionado del hombre.
Cox regresó a la Compañía Cadete B-2, firmó el libro de salidas, se duchó y se durmió bajo los efectos del alcohol (Sus dos compañeros de cuarto solo más tarde revelaron esto). Como una broma, sus compañeros de cuarto lo fotografiaron, desplomado sobre su escritorio, dormido. En un momento indeterminado esa noche, Cox alteró el horario que había escrito en el libro de salidas, cambiando "19:23" a "18:23" como hora de vuelta al campamento para que pareciera que había asistido a las 6:30 p. m. a la formación de los cadetes para la cena. De hecho, se había saltado la formación. Este detalle no se descubrió hasta dos años después, cuando un agente del Comando de Investigación Criminal del Ejército de EE. UU. hizo examinar el libro de salidas en un laboratorio. Si la alteración hubiera sido descubierta cuando estaba reciente, en enero de 1950, Cox podría haber sido acusado de violar el Código de Honor Cadete y probablemente expulsado. 
A la mañana siguiente, antes de asistir al servicio de capilla del domingo, Cox mencionó a su visitante a sus compañeros de cuarto. El hombre, dijo Cox, era un ex ranger del Ejército de EE. UU. que había servido en la misma unidad que él en Alemania. Cox dijo que al hombre le gustaba alardear de haber matado a alemanes durante la guerra y se había jactado de haberles cortado sus partes íntimas después. Otra historia que le contó a Cox fue que había dejado embarazada a una chica alemana y luego la había asesinado para evitar que tuviera el bebé. Esa tarde, Cox firmó una segunda vez para encontrarse con el hombre y regresó aproximadamente a las 4:30 p. m. En los siguientes seis días no hubo ningún incidente. Cox mencionó a su visitante otra vez a sus compañeros de cuarto. Comentó que "esperaba no tener que volver a ver al tipo", dándoles la impresión de que ahora veía al hombre con desagrado.  
El sábado 14 de enero, Cox vio un partido de baloncesto entre el Ejército y la Universidad de Rutgers. Posteriormente, se lo vio hablando con un hombre que se creía que era "George", aunque el cadete que vio a los dos hablando dio una descripción que difería mucho de la descripción dada por el cadete que había visto al extraño en Grant Hall el 7 de enero. Según la descripción del testigo ocular del 14 de enero, George era "de cabello oscuro y de aspecto rudo". Cox regresó a su habitación y le mencionó a un compañero de cuarto que iba a firmar para cenar con su visitante nuevamente, aunque parecía "no aprensivo, solo un poco asqueado". Los dos hombres abandonaron los terrenos de la academia y desaparecieron sin dejar rastro.

## Investigación oficial
Se suponía que Cox regresaría a las 11 p. m. Cuando no regresó, no se dio la alarma porque los cadetes ocasionalmente regresaban tarde. Su ausencia continua fue reportada a un oficial superior a las 2:30 a. m., pero de nuevo no se tomaron medidas ya que se sabía que a veces los cadetes permanecían fuera toda la noche a pesar del castigo en el que incurrirían. El domingo por la mañana, sus compañeros de cuarto dijeron todo lo que sabían sobre el asunto a su superior; la policía del estado de Nueva York y el Comando de Investigación Criminal del Ejército de los Estados Unidos (CID) fueron informados. El FBI también intervino en la investigación.  
Tres días después de la desaparición de Cox, se emitió un llamamiento público en las emisoras de radio cercanas para obtener información. Los terrenos de West Point fueron registrados intensamente en helicóptero y por tropas en tierra. Se dragó el embalse de Lusk, se registraron las orillas del río Hudson y se drenó un estanque cercano. La búsqueda duró dos meses pero no produjo pistas importantes. Una búsqueda en los registros del Ejército de un soldado que hubiera servido con Cox y que coincidiera con la descripción de "George", solo condujo a individuos que no podrían haber estado en West Point en el momento de la desaparición. El servicio de Cox en Alemania fue investigado y no reveló nada fuera de lo común. La teoría de que había desertado deliberadamente de West Point fue descartada, ya que había dejado en su habitación 1102 dólares y dos trajes de ropa civil.  
El 15 de marzo de 1950, Richard Cox fue catalogado como ausente sin permiso. Fue declarado legalmente muerto en 1957.

## La investigación de Jacobs
El libro de Harry J. Maihafer Oblivion (1996) documenta la investigación realizada por Marshall Jacobs, un maestro de historia de escuela secundaria retirado, sobre el cadete Richard Cox y su desaparición de West Point en enero de 1950. Jacobs comenzó su investigación sobre la desaparición de Cox en 1985. Cuanto más se involucraba Jacobs, más intrigado estaba con Cox y con las investigaciones no concluyentes anteriores. Para Jacobs era inconcebible que después de 35 años este misterio no se hubiera resuelto.
Durante los diez años que pasaron entre que Jacobs comenzara su investigación y Maihafer escribiera el libro, el programa de televisión A Current Affair transmitió una parte sobre el misterio de Cox en uno de sus episodios. Esta parte fue vista por la periodista Krista Bradford, quien entrevistó a Marshall Jacobs en su casa de Miami, Florida, ya que este tenía muchos archivos de su investigación. Bradford también entrevistó a un oficial retirado de la Guardia Costera de Estados Unidos llamado Ernest J. Shotwell Jr., quien dijo ante la cámara que había tenido una conversación con Cox en la estación de autobuses Greyhound Lines de Washington D. C. dos años después de su desaparición. Durante la conversación entre los dos hombres que habían sido compañeros de clase en la Escuela Preparatoria de la USMA en Stewart Field y que no se habían visto desde entonces, Shotwell no sabía que Cox era una persona desaparecida. Durante el encuentro en la estación de autobuses, Cox parecía "incómodo" y fue impreciso sobre sus planes para el futuro inmediato.
Durante diez años, Marshall Jacobs investigó a fondo el caso, viajó a través de los Estados Unidos siguiendo nuevas pistas y revisando viejas pistas. Entrevistó a la familia de Cox, amigos de la escuela secundaria, amigos militares y compañeros de clase de West Point; agentes de la CIA, el FBI y la CID; y oficiales del ejército de West Point. Investigó los archivos de West Point y los archivos de las investigaciones del FBI, la CIA y el CID sobre la desaparición de Cox, a los que obtuvo acceso en virtud de la Ley de Libertad de Información. Entre los hallazgos de Jacobs estaba que las autoridades habían sido negligentes cuando habían descartado la teoría de que Richard Cox hubiera desaparecido deliberadamente. Jacobs llegó a creer que la presencia de 1102 dólares en la habitación compartida de Cox no descartaba la posibilidad de que su visitante lo hubiera ayudado a comenzar una nueva carrera y vida. 
Los antiguos protagonistas que Jacobs volvió a visitar incluyeron a un periodista del Mansfield News Journal llamado Jim Underwood que había escrito una serie de 12 entregas sobre el misterio de Cox que el News Journal había publicado en 1982, que le costó al periódico más de 18,000 dólares. Underwood había entrevistado a un conocido de Cox en la escuela secundaria llamado Ralph E. Johns, quien más tarde fue elegido juez de relaciones domésticas y juveniles en Mansfield, estuvo seis años en el cargo y se convirtió en "una fuerza impulsora para alentar a Mansfield a que construyera y mantuviera un reformatorio." 
Ralph Johns le dijo a Jim Underwood que no había intervenido en la investigación original en la década de 1950, pero durante esa época "él y otro hombre de Mansfield, William McKee, se interesaron mucho en el caso de Cox y tuvieron contactos frecuentes con funcionarios locales del FBI. . .. Johns también le dijo a Underwood que en una ocasión, cuando discutió el caso de Cox con el ex agente del FBI Vince Napoli, Napoli les dijo a él y a McKee que el FBI había estado a punto de dar con Cox en las veinticuatro horas después de su desaparición, y no podía entender por qué el FBI no les había permitido cogerle. Según Underwood, Johns había especulado, tal vez basándose en la historia de Napoli, que Cox podría haber entrado en alguna agencia secreta del gobierno como la CIA".
A fines de la década de 1980, Marshall Jacobs entrevistó a Ralph Johns, quien confirmó que lo de la agencia secreta del gobierno era una especulación y que era solo su especulación.
Cuando estaba listo para revelar sus hallazgos, Jacobs, que ciertamente no era escritor, contactó a Harry Maihafer con la esperanza de que los dos pudieran colaborar en un libro. Lo hicieron y la investigación de Jacobs se revela en el libro Oblivion. El libro tiene una sección con fotos que incluyen la instantánea que los compañeros de cuarto de Cox le tomaron el 7 de enero de 1950 durmiendo los efectos del alcohol que había consumido en el auto estacionado de su visitante poco tiempo antes. 